# Arnold Schnyder
Arnold Schnyder (* 17. Juli 1890 in Uttewil (Gemeinde Bösingen) (Schweiz); † 4. August 1953 in Solothurn) war ein Schweizer Landwirtschaftslehrer und Saatzuchtexperte. 
Arnold Schnyder studierte Landwirtschaft an der Eidgenössischen Hochschule Zürich und erwarb dort 1913 das Diplom als Ingenieur-Agronom. Von 1915 bis 1950 war er Lehrer an der Landwirtschaftlichen Winterschule Solothurn und gleichzeitig Redakteur des „Bauernblattes der Nordwestschweiz“. Von 1921 bis 1943 war er auch Geschäftsführer und dann bis 1953 Präsident des Schweizerischen Saatzuchtverbandes. Sein landwirtschaftliches Interesse galt überwiegend dem Pflanzenbau. Er veröffentlichte ungezählte Beiträge in praxisorientierten Journalen. Als Autor bzw. Mitautor ist er mit Büchern über Getreide-, Kartoffel- und Rübenbau hervorgetreten. Gemeinsam mit Alfred Kauter schrieb er ein mehrfach aufgelegtes Lehrbuch über Acker- und Futterbau.

## Bücher und Schriften
- Anleitung für den Getreidebau in der Schweiz. Verbandsdruckerei Bern 1936.
- Kartoffelbau und Rübenbau in der Schweiz (gemeinsam mit F. T. Wahlen). Verbandsdruckerei Bern 1938; 2. Aufl. 1940.
- Acker- und Futterbau. Lehrbuch für den Unterricht an landwirtschaftlichen Schulen und Ratgeber für den praktischen Landwirt (gemeinsam mit Alfred Kauter). Verbandsdruckerei Bern 1943; 2. Aufl. 1945; 3. Aufl. 1948; 4. Aufl. 1952; 5. Aufl. 1956.